# 汉阴县
汉阴县是中国陕西省安康市所辖的一个县，位于陕西南部，汉江中游。区域总面积为1347平方公里，常住人口約25万人。

## 历史沿革
三国魏置安阳县，晋改安康县，唐改汉阴县，清改为厅，1913年复设汉阴县

## 行政区划
汉阴县下辖10个镇：
城关镇、涧池镇、蒲溪镇、平梁镇、双乳镇、铁佛寺镇、漩涡镇、汉阳镇、双河口镇和观音河镇。

## 人口
根据第七次全国人口普查结果，2020年11月1日零时，全县常住人口为240188人。性别构成情况公布如下：全县常住人口中，男性人口为124359人，占51.78%；女性人口为115829人，占48.22%。总人口性别比（以女性为100，男性对女性的比例）由2010年第六次全国人口普查的113.25下降为107.36。

## 交通
- 316国道过境。